# 秋田国際カード
株式会社秋田国際カード（あきたこくさいカード、The Akita International Card Co., Ltd.）は、株式会社秋田銀行の連結子会社のクレジットカード会社である。

## 概要
VJAのブラザーカンパニーとしてあきぎんVISAカードを発行する。
提携カードとして秋田銀行と提携した「あきぎんVISA提携ゴールドカード」および「あきぎんVISA提携クラシックカード」も発行しているが、秋田銀行も秋田国際カードと同様にVJAのブラザーカンパニーとして「Only One」を取り扱っている。